# Gata Cattana
Ana Isabel García Llorente, plus connue sous le nom de Gata Cattana (Adamuz, Cordoue, 11 mai 1991–Madrid, 2 mars 2017) est une artiste, rappeuse, poétesse, féministe et politologue espagnole,.
Elle est également très engagée dans le féminisme et est connue pour ses talents de rappeuse et de chanteuse. Elle fait des études en sciences politiques à Grenade mais reste très claire sur le fait que ce n'était pas ce qui la passionne.
Dès son plus jeune âge, elle s'intéresse à la musique. Son rap unique combine plusieurs styles et véhicule un rap plein de poésie avec des messages féministes et politiques. En outre, elle combine le flamenco et la musique électronique. Elle aborde également des sujets tels que l'Andalousie, la mythologie de l'Âge Ancien, la poésie, la culture de masse, le matérialisme dialectique, l'andalouisme politico-culturel et l'antimondialisation, ainsi que l'introspection, l'existentialisme et son reflet à l'époque contemporaine.

## Biographie
Elle est née à Adamuz, en Cordoue, en 1991. Elle obtient un diplôme en sciences politiques à Grenade où elle rencontre Carlos Esteso, son futur DJ.
En 2012, elle s'installe à Madrid grâce à une bourse. En parallèle de ses études en politique internationale, elle organise de petits concerts où elle performe sa musique.
Le 28 février 2017, de retour à Madrid après voir rendue visite à sa famille, elle est victime d'un choc anaphylactique et meurt à l'hôpital Gregorio Marañón quelques heures plus tard.

## Discographie
- Los siete contra Tebas (2012)
- Anclas (2015)
- Inéditas 2015 (2016)
- Banzai (2017)